# Sanktuarium Urodzin i Chrztu św. Faustyny w Świnicach Warckich
Sanktuarium Urodzin i Chrztu świętej Faustyny – rzymskokatolicki kościół parafialny pod wezwaniem św. Kazimierza i sanktuarium należące do dekanatu uniejowskiego diecezji włocławskiej.

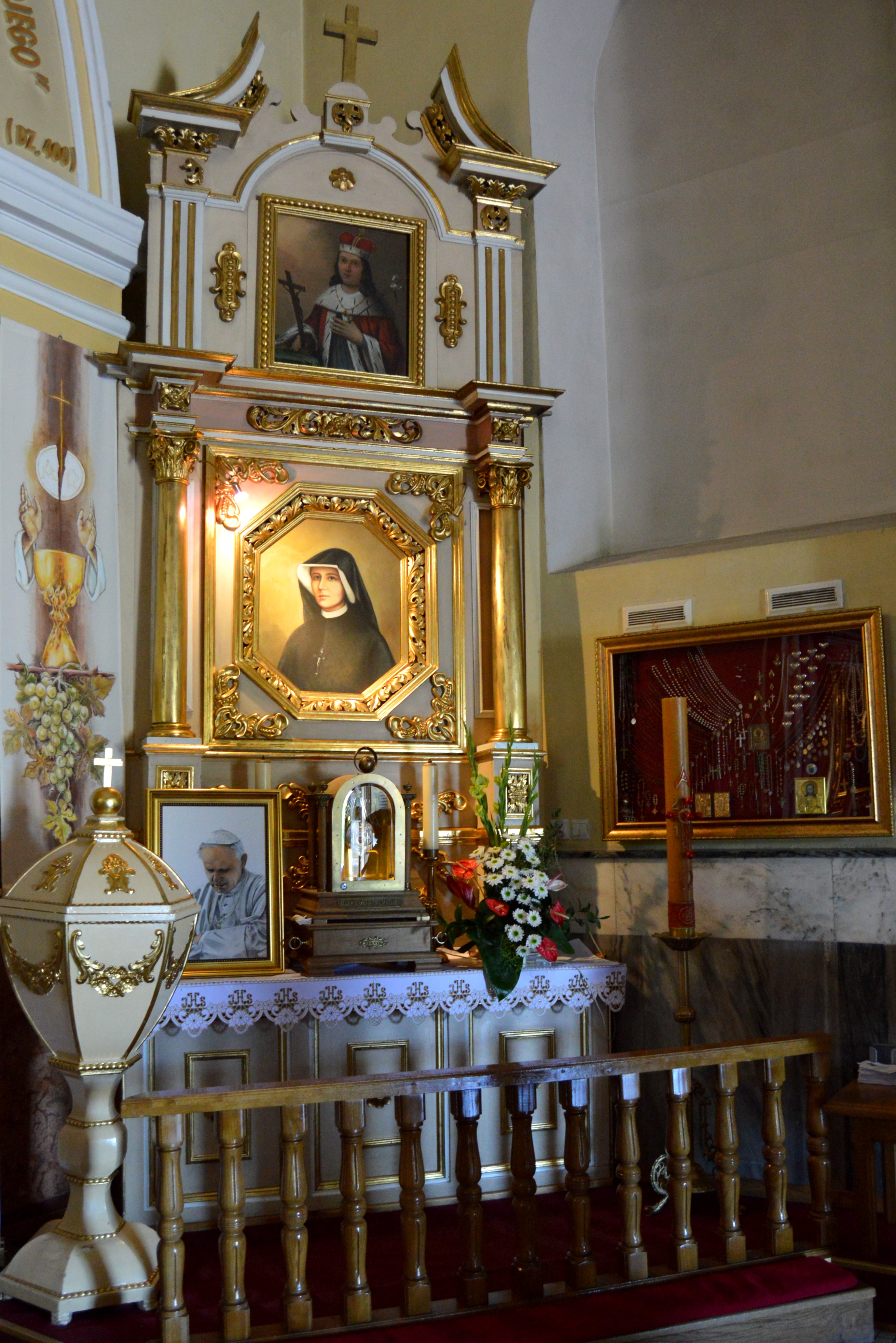
Chrzcielnica w starej części kościoła

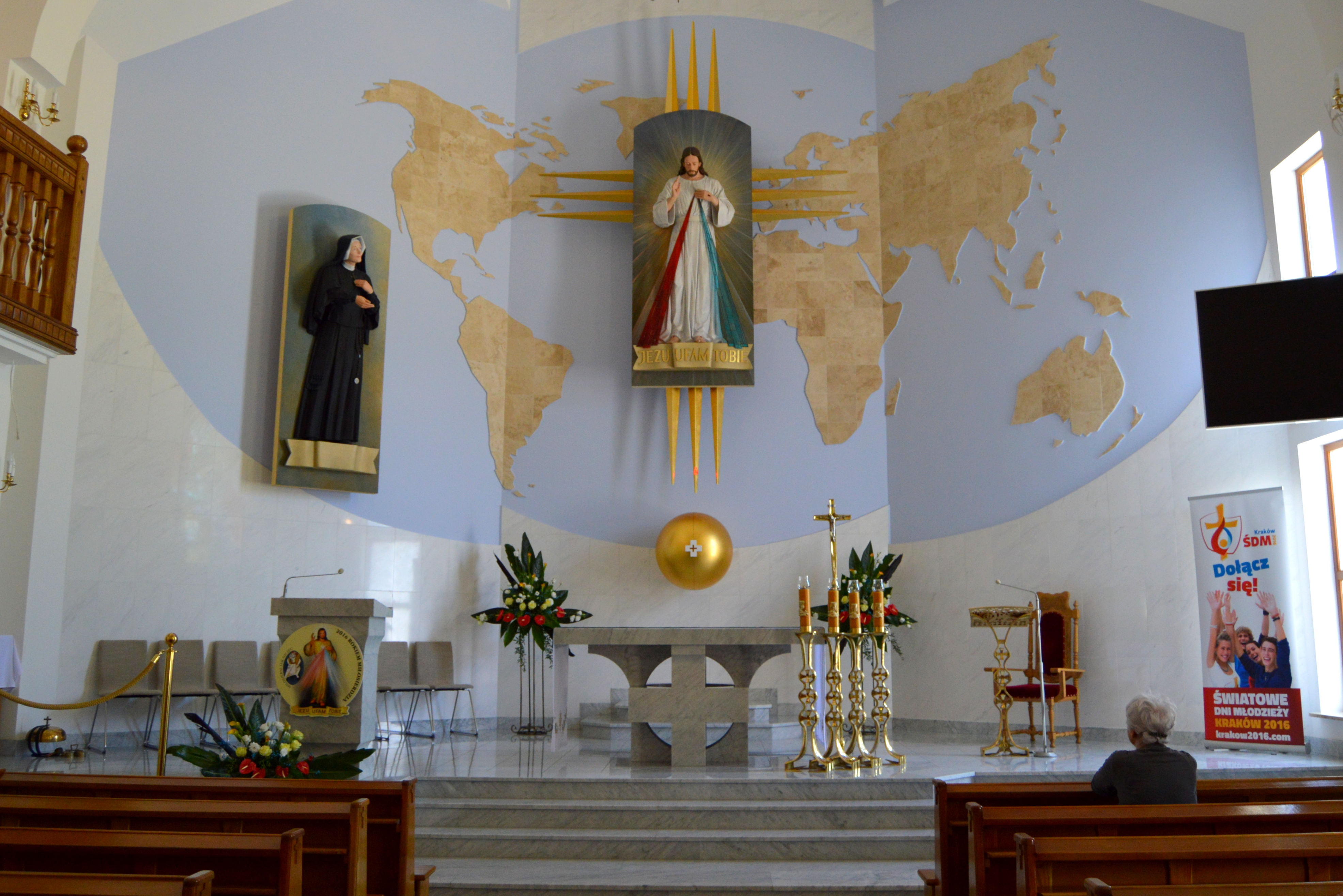
Prezbiterium nowej części kościoła

Obecna murowana świątynia została zbudowana w połowie XIX wieku. Jest to budowla wzniesiona z czerwonej, palonej cegły, na fundamentach z kamienia polnego. kościół znany jest głównie z tego, że to właśnie w nim została ochrzczona, odbyła pierwszą spowiedź i przyjęła pierwszą Komunię Świętą apostołka Miłosierdzia Bożego święta siostra Faustyna Kowalska. Na łuku prezbiterium widnieją słowa, które Jezus powiedział do siostry podczas jej modlitwy w świątyni: "Wybranko moja, udzielę ci jeszcze większych łask, abyś była świadkiem, przez całą wieczność, nieskończonego miłosierdzia mojego". Sanktuarium zostało ustanowione przez biskupa włocławskiego, Bronisława Dembowskiego w dniu 15 września 2002 roku.
W dniu 16 lutego 2004 roku została podjęta decyzja o rozbudowie kościoła parafialnego. W dniu 11 marca 2004 roku Komisja Kurii Diecezjalnej Włocławskiej pod przewodnictwem biskupa Wiesława Meringa zleciła inżynierowi Edwardowi Warcabie wykonanie projektu rozbudowy świątyni. W Święto Bożego Miłosierdzia, w dniu 3 kwietnia 2005 roku biskup Stanisław Gębicki pobłogosławił plac budowy, a już w następnym dniu zaczęły się prace. W dniu 23 sierpnia 2015 roku biskup Wiesław Mering poświęcił nową część Sanktuarium.